# Малокурильская бухта
Малокурильская — небольшая бухта на северном берегу острова Шикотан, Южно-Курильский район, Сахалинская область России.
Вход в бухту расположен между мысом Думнова и мысом Трезубец. Открыта к северу, вдается в остров на 1 км. Ширина входа в бухту около 350 м. Глубина до 15 м на входе.

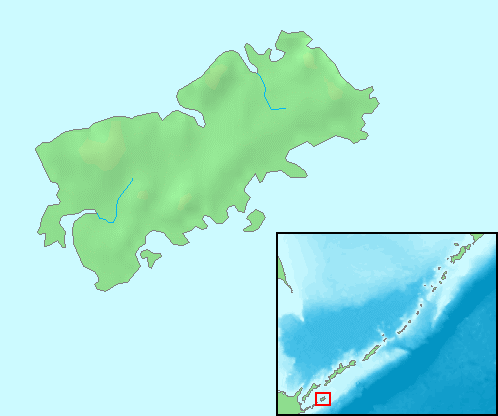
Бухта в северной части острова

На берегу бухты вулкан Шикотан (405 м), по склонам которого произрастает таёжная растительность. Берег в основном низкий и пологий, песчаный. В бухту впадает несколько ручьёв. Грунт в бухте ил и песок.
На побережье бухты расположено село-порт Малокурильское. Бухта единственная на Южных Курилах, где крупные суда швартуются у пирса. В бухте периодически проводятся дноуглубительные работы.
Высота прилива в бухте — 1,0 м.